# Jerzy Kropiwnicki

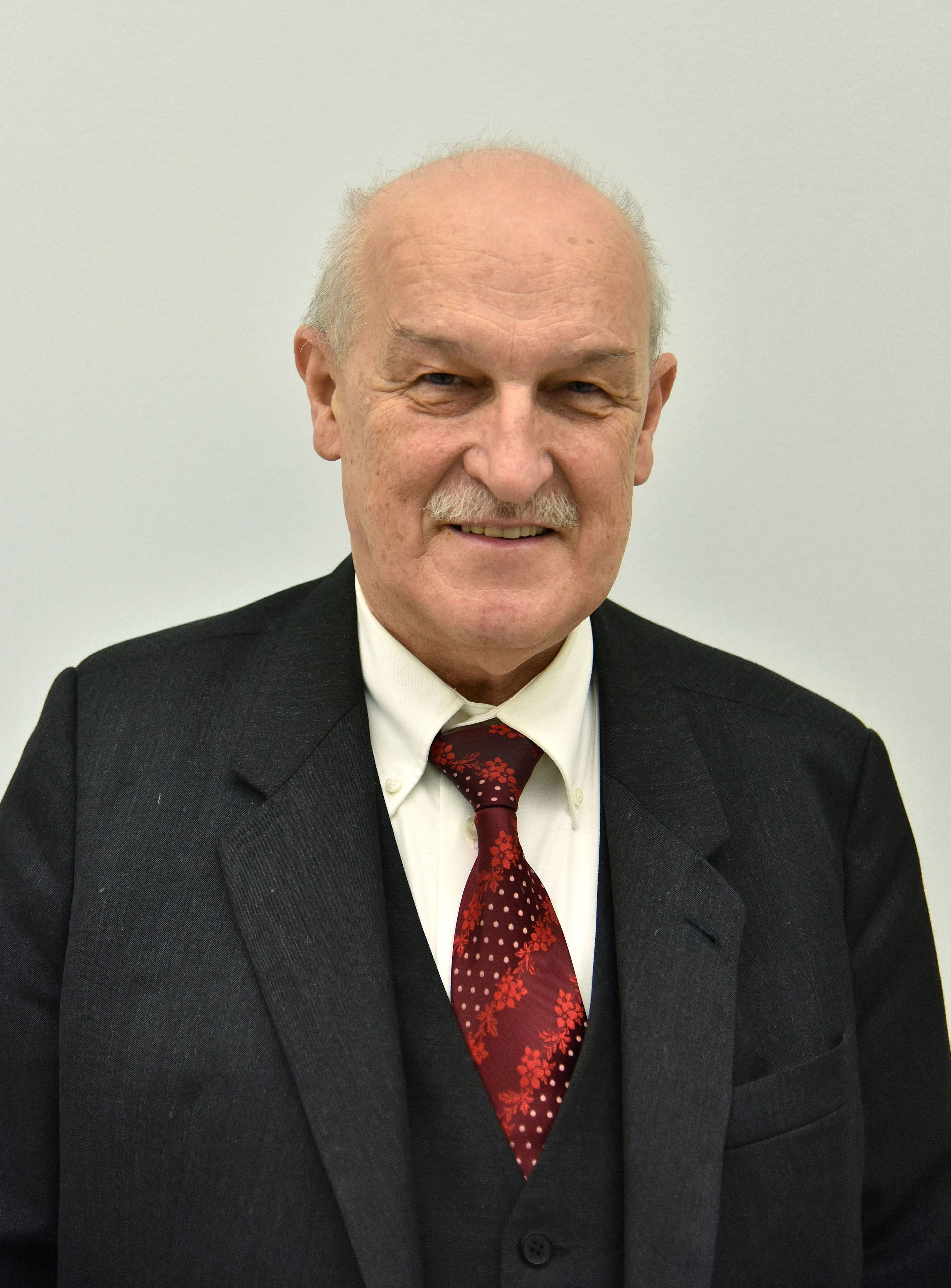
Jerzy Kropiwnicki (2016)

Jerzy Janusz Kropiwnicki (* 5. Juli 1945 in Częstochowa) ist ein polnischer Politiker (ZChN, AWS, PiS). Er gehörte von 1991 bis 1993 und von 1997 bis 2001 dem Sejm in dessen I. und III. Wahlperiode an. Er war 1991/92 polnischer Arbeits- und Sozialminister, 1992/93 Minister für das Zentrale Planungsbüro und von 1997 bis 2000 Minister ohne Geschäftsbereich. Von 2002 bis 2010 war er Stadtpräsident von Łódź.

## Leben und Beruf
1968 schloss Jerzy Kropiwnicki sein Studium des Außenhandels an der Szkoła Główna Handlowa ab. Während seines Studiums war er Mitglied der Związek Młodzieży Socjalistycznej und der Związek Młodzieży Polskiej. Nach seinem Studium wurde er Mitarbeiter an der Universität Łódź, wo er 1973 promoviert wurde. 1968 trat er in die Związek Nauczycielstwa Polskiego ein und blieb bis 1980 Mitglied. Ab 1985 war er in der Arbeiterseelsorge in Łódź tätig. 1986 übernahm er die Leitung des Zentrums für Sozial- und Berufsforschung in Łódź. Später war er Professor an der Bałtycka Wyższa Szkoła Humanistyczna in Koszalin und der Wyższa Szkoła Ekonomiczno-Humanistyczna in Skierniewice.
Kropiwnicki ist seit 1968 verheiratet und hat einen Sohn.

## Politik
1980 trat Kropiwnicki in die Solidarność ein und war für die Region Łódź tätig. Er war Mitorganisator des „Łódźer Hungermarsches“ am 30. Juli 1981 und nahm an der ersten Nationalen Delegiertenkonferenz in Danzig teil. Am 13. Dezember 1981 organisierte er einen Protest gegen die polnischen Regierung. Am selben Tag verhängte General Wojciech Jaruzelski das Kriegsrecht in Polen und Jerzy Kropiwnicki wurde verhaftet und vom Woiwodschaftsgericht Łódź zu vier Jahren und sechs Monaten Haft verurteilt. In der Berufungsinstanz wurde die Strafe auf sechs Jahre erhöht. Im Juli 1984 kam er im Rahmen einer Amnestie frei. 1987 war er Mitbegründer einer Arbeitsgruppe innerhalb der Solidarność, die in Opposition zu Lech Wałęsa stand und die Einberufung des Nationalkomitees der Gewerkschaft in der Zusammensetzung von 1981 forderte. Er war 1989 ein Gegner der Gespräche am Runden Tisch.
Er wurde 1990 Mitglied der neu gegründeten Zjednoczenie Chrześcijańsko-Narodowe (ZChN). Dort war er von 1991 bis 1993 und 2000 bis 2002 Vizepräsident des Vorstandes und ab 1997 Vorsitzender des Regionalvorstandes der Region Łódź. Kropiwnicki wurde bei der ersten vollständig freien Wahl 1991 für die ZChN auf der Liste des Wahlbündnisses Wyborcza Akcja Katolicka in den Sejm gewählt. Anschließend war er vom 23. Dezember 1991 bis zum 5. Juni 1992 Minister für Arbeit und Sozialpolitik. Nachdem er 1993 sein Mandat verloren hatte, konnte er bei der Parlamentswahl 1997 für das Wahlbündnis Akcja Wyborcza Solidarność (AWS), an dem sich die ZChN nunmehr beteiligt hatte, erneut einen Sitz im Sejm erringen. Hier war er zwischen dem 16. Juni 2000 und dem 19. Oktober 2001 Minister für Regionalentwicklung und Bau. Bei der Parlamentswahl 2001 scheiterte er mit der AWS an der für Wahlbündnisse geltenden 8-%-Hürde und schied erneut aus dem Sejm aus. 2002 wurde Kropiwnicki Vorsitzender der Zjednoczenie Chrześcijańsko-Narodowe (bis 2006) sowie Präsident der Stadt Łódź. Dabei setzte er sich bei den Kommunalwahlen als Kandidat es lokalen Wahlbündnisses Łódzkie Porozumienie Obywatelskie in der Stichwahl gegen Amtsinhaber Krzysztof Jagiełło (SLD) durch. Bei den Kommunalwahlen 2006 trat Kropiwnicki als Kandidat seiner ZChN und der Prawo i Sprawiedliwość (PiS) erneut erfolgreich für das Amt des Stadtpräsidenten von Łódź an. Aus diesem Amt wurde er durch ein Referendum am 17. Januar 2010 vorzeitig abberufen. Bei einer Beteiligung von 22,2 Prozent stimmten fast 95 Prozent der Abstimmenden für seine Abberufung. 2015 kandidierte er für die PiS, der er inzwischen beigetreten war, erfolglos für den Senat der Republik Polen.
Im Jahr 2016 wurde er für eine sechsjährige Amtszeit als Mitglied des Rada Polityki Pieniężnej (Rat für Geldpolitik) bei der Narodowy Bank Polski bestellt.

## Ehrungen
- 1990 Ritterkreuz des Ordens Polonia Restituta (durch die Exilregierung)[10]
- 2006 Kommandeurskreuz mit Stern des Ordens Polonia Restituta (durch den Präsidenten)[11]
- 2006 Ritterkreuz des Ritterordens vom Heiligen Grab zu Jerusalem
- 2012 Kommandeurskreuz des Gregoriusordens[12]
- 2017 Kreuz der Freiheit und Solidarität[13]
- 2025 Orden des Weißen Adlers[14]